# عبد الصاحب الحكيم
السيد عبد الصاحب بن محسن الحكيم (1942 م - 1985 م). هو رجل دين شيعي عراقي معروف في الأوساط الدينية والسياسية الشيعية كونه أحد أبناء المرجع محسن الحكيم، وقد نال صيتاً واسعاً في الإعلام بعد مقتله مع عدد من إخوته على يد النظام العراقي.

## نظرة عامة على حياته ودوره في الوسط الديني
كانت ولادته بمدينة النجف سنة 1942 م، وبها نشأ وتعلم، والتحق بحوزتها العلمية إذ كان من أساتذته محمد الروحاني ومحمد باقر الحكيم ومحمد باقر الصدر، فضلاً عن حضوره دروس البحث الخارج التي كان يلقيها أبو القاسم الخوئي. ثم تولى تدريس الفقه والأصول واهتم بتدريس الأخلاق، كما كان له في أواخر أيامه بحث في التفسير.

## اعتقاله ومقتله
اعتقلته الشرطة العراقية مع عدد من إخوته في السادس والعشرين من رجب 1403 هـ، ثم حكم عليه بالإعدام، ونفذ الحكم في السابع من شعبان 1403 هـ.

## مؤلفاته
| - منتقى الأصول. تقريرات بحوث ودروس أستاذه محمد الروحاني. - المرتقى إلى الفقه الأرقى. تقريرات بحوث ودروس أستاذه محمد الروحاني. - شرح كفاية الأصول. شرح على كتاب كفاية الأصول للآخوند الخراساني. | - رسالة في طهارة الخمر. - محاضرات في أصول الفقه. - محاضرات في العقائد والأخلاق. |

### الكتب
- مستدركات أعيان الشيعة. أعيان الشيعة، طبع بيروت - لبنان، تاريخ الطبع مفقود، منشورات دار التعارف.

### إشارات مرجعية
1. ↑  كامل سلمان الجبوري (2003). معجم الأدباء من العصر الجاهلي حتى سنة 2002م. بيروت: دار الكتب العلمية. ج. 3. ص. 169. ISBN:978-2-7451-3694-7. LCCN:2003489875. OCLC:54614801. OL:21012293M. QID:Q111309344.
2. ↑  
الأمين، حسن. مستدركات أعيان الشيعة - ج2. ص. 97. مؤرشف من الأصل في 2019-12-10.